# Little River, Kansas
Little River là một thành phố thuộc quận Rice, tiểu bang Kansas, Hoa Kỳ. Năm 2010, dân số của xã này là 557 người.

## Dân số
Dân số các năm:
- Năm 2000: 536 người
- Năm 2010: 557 người